# Ніколенко Олег Ігорович
Олег Ігорович Ніколенко (англ. Oleh Nikolenko; нар. 19 серпня 1986, Херсон) — український дипломат, речник Міністерства закордонних справ України (2020—2024). 11 березня 2024 року призначений генеральним консулом України в Торонто.

## Життєпис
Олег Ніколенко народився в місті Херсон в родині аграріїв.
У 2008 році здобув філологічну освіту в Інституті філології Київського національного університету імені Тараса Шевченка, отримавши диплом магістра з відзнакою «Перекладач англійської та арабської мов».
У 2011 році закінчив Інститут міжнародних відносин Київського національного університету імені Тараса Шевченка, ставши юристом-міжнародником.

## Трудова діяльність
У 2008 році пройшов конкурс на посаду аташе посольства України в Лівії, де починаючи з 2011 року, коли в Лівії спалахнула громадянська війна, працював там в екстремальних умовах, займався евакуацією українських громадян.
Після повернення із Лівії займався в МЗС України регіоном Північної Африки та Близького Сходу, був помічником Спеціального представника України з питань Близького Сходу та Африки.
Упродовж 2015—2020 років був речником Постійного представництва України при ООН у Нью-Йорку.
У 2016—2017 роках входив до складу української делегації в Раді Безпеки ООН під час непостійного членства України, де вів питання Північної та Західної Африки, врегулювання проблематики Західної Сахари, був координатором Санкційного комітету Радбезу ООН щодо Судану 1591 (2005). 
У 2019—2020 роках обіймав посаду віцеголови комітету ООН з питань інформації, брав участь в реформуванні інформаційної політики ООН в контексті протидії пандемії COVID-19.
2020—2024 роки — речник Міністерства закордонних справ України.
11 березня 2024 року призначений генеральним консулом України в Торонто.